# المعزولة
المعزولة قرية سوريّة تتبع إداريّاً لمحافظة حلب منطقة عفرين ناحية معبطلي، بلغ تعداد سكانها 201 نسمة حسب التعداد السكاني لعام 2004.